# Manduca neglecta
Manduca neglecta là một loài bướm đêm thuộc họ Sphingidae. Loài này có ở miền đông Ecuador, Peru và Bolivia.
Sải cánh khoảng 99–114 mm đối với con đực và 106–118 mm đối với con cái. Nó gần giống loài Manduca schausi. Cá thể trưởng thành được ghi nhận vào tháng 1, từ tháng 4 tới tháng 5, tháng 7 tới tháng 8 và tháng 11 tới tháng 12 ở Ecuador. Ở Bolivia, nó được ghi nhận vào tháng 11.